# 신라중학교 축구부
신라중학교 축구부는 부산광역시에 위치한 신라중학교의 축구부이다. 신라중학교가 운영하는 축구부로 2005년에 창단 하였다. 또한 부산 아이파크가 U-15팀으로 낙동중학교 축구부를 지명하기 이전에 부산 아이파크의 U-15팀으로 활동했었다.

## 출신 선수
- 이동준
- 최승인

## 같이 보기
- 신라중학교
- 부산 아이파크